# 止泻木
止泻木（学名：Holarrhena pubescens）是夹竹桃科止泻木属的植物。

## 形态
乔木高约15米；茎暗褐色，幼枝有毛；长椭圆形或近卵形的叶子对生，先端尖，全缘；春季开花，伞房状聚伞花序顶生，白色高脚碟状花冠；两个圆柱形蓇葖果并生；种子多数。

## 分布
分布于柬埔寨、缅甸、印度、台湾岛、老挝、越南、马来西亚、泰国以及中国大陆的广东、云南等地，生长于海拔500米至1,000米的地区，一般生长在山地疏林中、山坡路旁、密林山谷水沟边或山脚平地杂木林中，目前尚未由人工引种栽培。

## 异名
- Holarrhena antidysenterica Wall. ex A. DC.